# ThinkPad

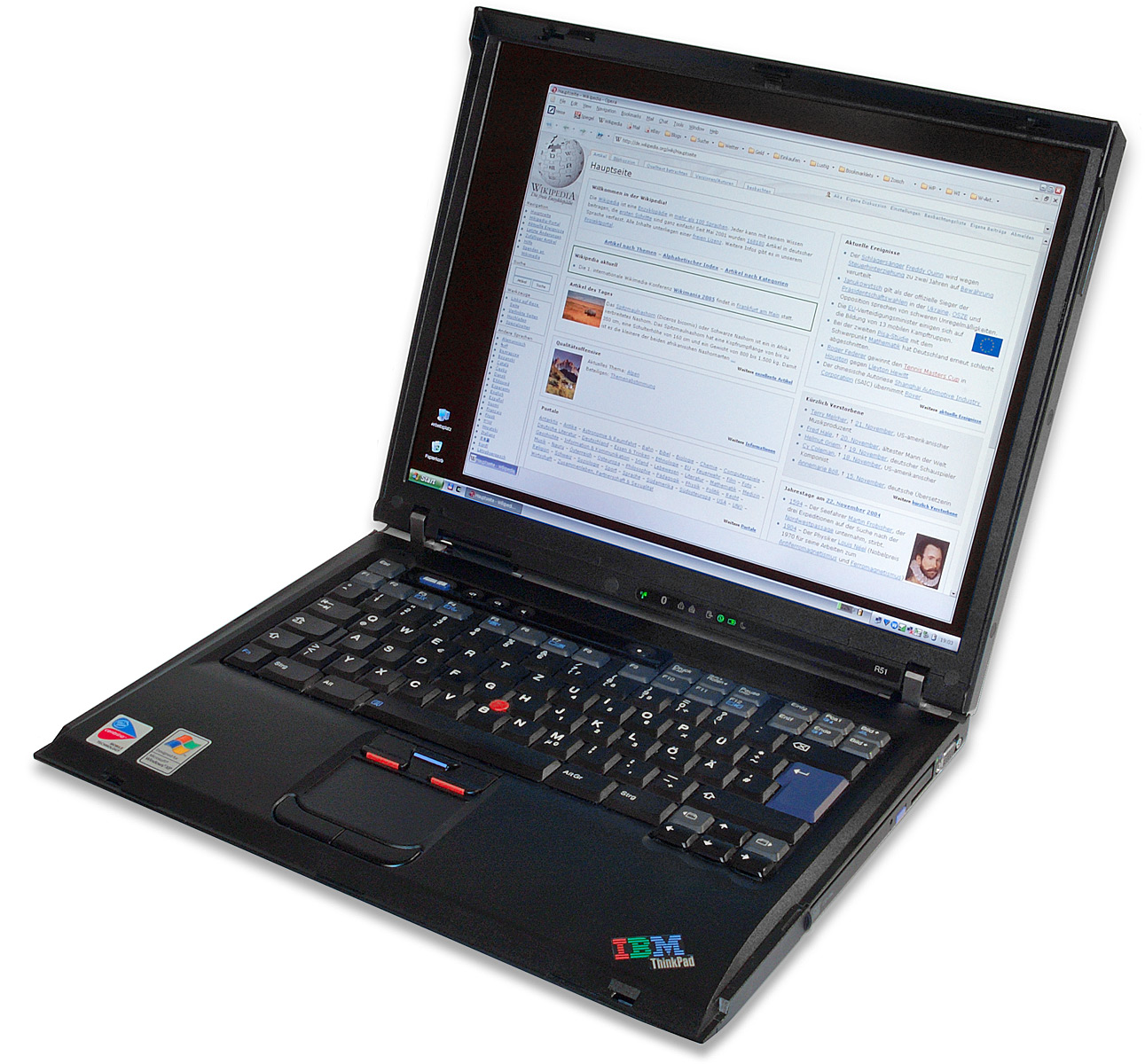
IBM ThinkPad R51

ThinkPad es una línea de laptops y tablets originalmente desarrollada por IBM y seguida posteriormente por Lenovo, después de comprar la división de PCs en 2005. 
El diseño original de las ThinkPad fue creación del diseñador Richard Sapper inspirándose en las cajas bento japonesas. Famosas por su simplicidad exterior y su estructura dividida en compartimientos por dentro. Las ThinkPad mantuvieron el diseño original con cambios poco significativos a lo largo del tiempo. 
Son conocidas por su diseño cuadrado, su color negro sólido y el punto rojo en el medio llamado TrackPoint.

## Historia
IBM introdujo la línea ThinkPad en 1992. El nombre "ThinkPad" tiene sus orígenes en la historia y cultura corporativa de IBM. Thomas J. Watson primero introdujo la palabra "THINK!" ("¡PIENSA!") como un eslogan de IBM en el año 1920. 
Durante décadas, IBM distribuyó pequeños blocs de notas con la palabra "THINK" estampada en una tapa color café de piel entre los empleados y clientes.
La leyenda dice que el nombre ThinkPad fue sugerido para computadoras móviles por un investigador que tenía un bloc de notas "THINK" en su bolsillo.
En 2005 IBM al intentar cambiar su modelo de negocio orientándose más a las empresas que al consumidor final, le vende su división de computadoras a la empresa china Lenovo, junto con la serie de ordenadores ThinkPad
La marca "Think" ha sido usada por IBM y posteriormente, por Lenovo en ordenadores de sobremesa (Thinkcentre), portátiles (Thinkpad) y, recientemente en tabletas y ultrabooks (Thinkbook). 
En 2023, Motorola (también propiedad de Lenovo desde el año 2015) lanzó al mercado el Motorola Thinkphone, primer teléfono inteligente en ostentar la mítica marca. Motorola lo describe como un dispositivo "orientado a la ciberseguridad y al consumidor profesional".
La capa de software de los teléfonos inteligentes Motorola sin embargo, ya había sido adicionada previamente con la capa de seguridad Thinkshield, encontrada en distintos productos de Lenovo en general y también en el Motorola Thinkphone.